# Boskovice (nádraží)
Boskovice jsou železniční stanice v západní části města Boskovice v okrese Blansko v Jihomoravském kraji nedaleko říčky Bělé. Leží na neelektrizované jednokolejné trati Skalice nad Svitavou – Velké Opatovice. V těsné blízkosti stanice je umístěno městské autobusové nádraží.

## Historie
Plánovaná trať Severní státní dráhy, spojující primárně tratě v majetku této společnosti a procházející Brnem a Českou Třebovou, Boskovice zhruba o tři kilometry míjela a počítala s výstavbou stanice ve Skalice nad Svitavou se sdíleným názvem Skalice-Boskovice. Práce na stavbě trati započaly roku 1843 ve směru od Brna v Obřanech, hlavním projektantem se stal inženýr Hermenegild von Francesconi. Práce zajišťovala brněnská stavební firma bratří Kleinů, která po určitou dobu měla kancelář v domě rodiny Blodigů ve Svitavách. První vlak dorazil na skalické nádraží 1. ledna 1849, roku 1869 byla trať zdvoukolejněna. Na přelomu 19. a 20. století došlo k přestavbě skalické stanice, vznikly přístavky čekáren po obou stranách budovy a ozdobná fasáda.
18. května 1908 otevřela společnost Místní dráha Velké Opatovice-Skalice nad Svitavou trať do Velkých Opatovic, odkud již vedla železnice přes Chornice až do Prostějova. Na trase vznikla též samostatná stanice Boskovice a původnímu nádraží byl změněn název na Skalice nad Svitavou (oficiálně až roku 1929), dle typizovaného stavebního vzoru.
Provoz na trati zajišťovala nejprve sama společnost místní dráhy, od roku 1925 pak Československé státní dráhy (ČSD), místní dráha byla zestátněna až ve 30. letech 20. století.

## Popis
Nacházejí se zde dvě nekrytá jednostranná úrovňová nástupiště, k příchodu k vlakům slouží přechody přes koleje. Správa železnic dlouhodobě uvažuje o realizaci projektu Boskovická spojka: výstavbě nového úseku trati, který by Boskovicím zajistil bezúvraťové spojení s Brnem, v roce 2019 však okolní obyvatelstvo ve volbě v referendu zaujalo k záměru zamítavý postoj.